# Angels Cove
Angels Cove is een plaats in de Canadese provincie Newfoundland en Labrador. Het gehucht bevindt zich in het zuidoosten van het eiland Newfoundland en maakt deel uit van het local service district Patrick's Cove-Angels Cove.

## Geografie
Angels Cove bevindt zich aan de westkust van Avalon, het zuidoostelijke schiereiland van Newfoundland. De plaats is gelegen aan de oevers van de Placentia Bay, meer bepaald aan een kleine cove met dezelfde naam. De nederzetting is gebouwd in het dal van het riviertje Angels Cove Brook, dat ter hoogte van het dorp in zee uitmondt.
De gemeentevrije plaats bevindt zich in de kustregio Cape Shore en is bereikbaar via provinciale route 100. Ze ligt 4 km ten zuiden van Patrick's Cove en 5 km ten noorden van Cuslett.

## Geschiedenis
De plaats werd, net zoals de andere nederzettingen aan de Cape Shore, in de eerste helft van de 19e eeuw gesticht door Ierse immigranten.
De plaats kreeg in 1985 voor het eerst een beperkte vorm van lokaal bestuur doordat ze tezamen met buurdorp Patrick's Cove deel ging uitmaken van het local service district Patrick's Cove-Angels Cove.

## Demografie
In 1935 waren er dertien huishoudens die tezamen 74 inwoners telden. Van de dertien gezinshoofden hadden er elf de familienaam Coffey en twee de familienaam Follett. In 1945 woonden er 87 mensen verspreid over 17 huishoudens. Vijftien gezinshoofden noemden Coffey en de overige twee noemden Follet.
Tussen 1991 en 1996 daalde de bevolkingsomvang van Angels Cove van 60 naar 53 inwoners. In de jaren erna werden er enkel nog demografische data verzameld voor de designated place Patrick's Cove-Angels Cove, die sinds de jaren 90 een sterke demografische achteruitgang kende.